# Brösarps landskommun
Brösarps landskommun var en tidigare kommun i dåvarande Kristianstads län. 

## Administrativ historik
I Brösarps socken inrättades denna landskommun den 1 januari 1863 då 1862 års kommunalförordningar trädde i kraft.
Vid kommunreformen 1952 blev den storkommun genom sammanläggning med de tidigare kommunerna Andrarum, Eljaröd, Fågeltofta och Ravlunda. 
År 1969 upphörde kommunen och delades varvid huvuddelen uppgick i Tomelilla köping som 1971 ombildades till Tomelilla kommun, medan Ravlunda församling uppgick i Simrishamns stad som 1971 ombildades till Simrishamns kommun.
Kommunkod var 1109.

### Kyrklig tillhörighet
I kyrkligt hänseende tillhörde kommunen Brösarps församling. Den 1 januari 1952 tillkom församlingarna Andrarum, Eljaröd, Fågeltofta och Ravlunda.

## Geografi
Brösarps landskommun omfattade den 1 januari 1952 en areal av 184,89 km², varav 183,96 km² land.

### Tätorter i kommunen 1960
I Brösarps landskommun fanns tätorten Brösarp, som hade 279 invånare den 1 november 1960. Tätortsgraden i kommunen var då 9,6 procent.

## Politik

### Mandatfördelning i valen 1938–1966
| 7 | 4 | 7 | 2 |

| 20 |

| 6 | 6 | 6 | 2 |

| 19 |

| 6 | 6 | 6 | 2 |

| 19 |

| 10 | 2 | 10 | 12 |  |

| 35 |

| 11 |  | 9 | 10 | 4 |

| 35 |

| 8 |  | 10 | 10 | 6 |

| 35 |

| 11 | 11 | 8 | 5 |

| 35 |

| 10 | 12 | 7 | 6 |

| 35 |